# Gaj nad Mariborom

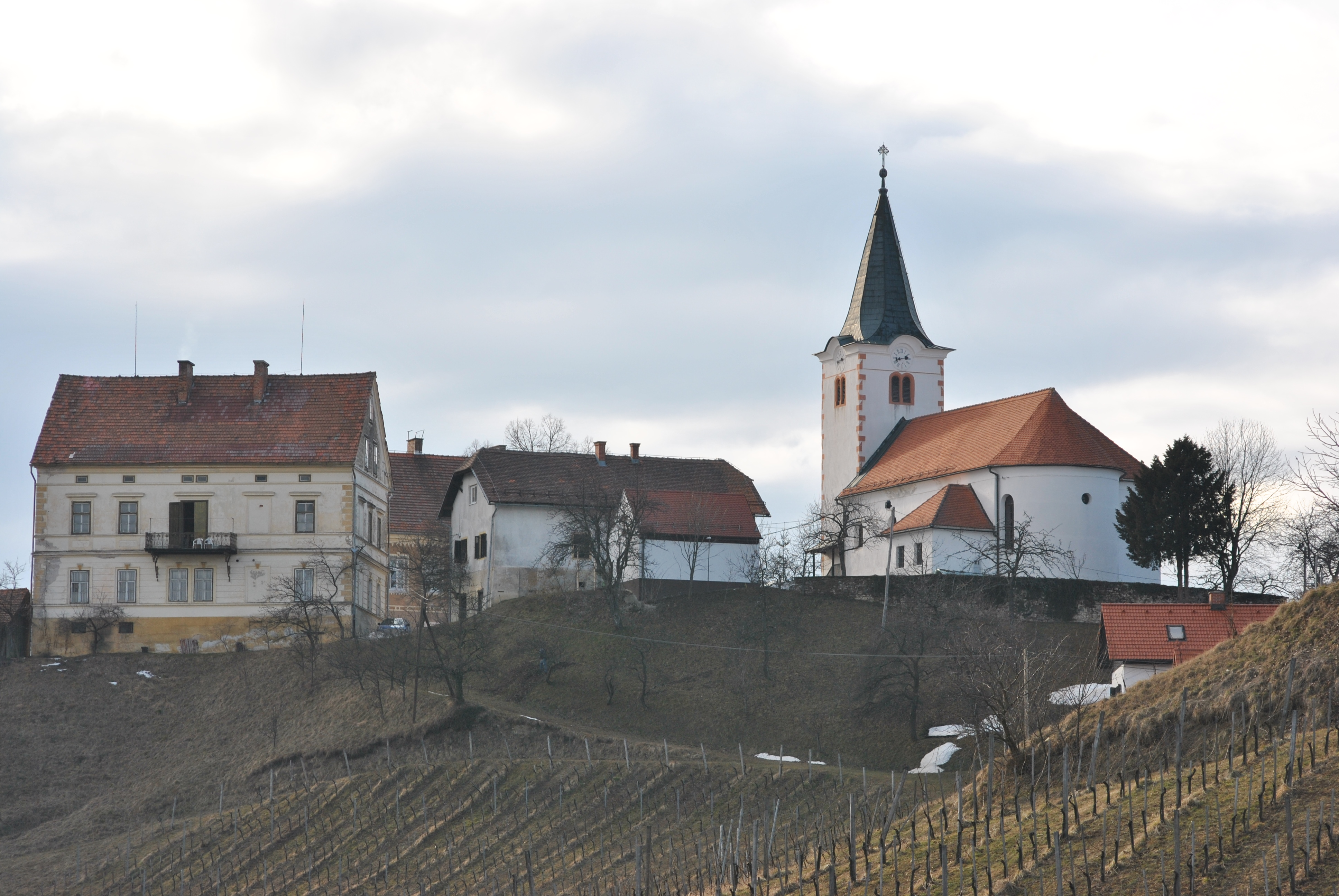
Gaj nad Mariborom (2012)

Gaj nad Mariborom (deutsch: Heiligenkreuz) ist eine Siedlung in den östlichen Ausläufern des Kozjak nordwestlich von Maribor im Nordosten Sloweniens. Sie gehört zur Stadtgemeinde Maribor, dort zur Ortsgemeinschaft Bresternica-Gaj.

## Name
Der Name der Siedlung wurde 1955 von Sveti Križ (wörtlich „Heiliges Kreuz“) in Gaj nad Mariborom (wörtlich „Hain oberhalb von Maribor“) geändert. Der Name wurde auf der Grundlage des Gesetzes über Siedlungsnamen von 1948 geändert, denn religiöse Bezeichnungen von Plätzen, Straßen und Gebäuden wurden von der kommunistischen Nachkriegsregierung Sloweniens entfernt. 

## Geschichte
Im Pfarrhaus der Siedlung wurde 1810 eine Schule eingerichtet und 1898 wurde ein Schulhaus gebaut. Gegen Ende des Zweiten Weltkriegs errichteten die Partisanen Stellungen in der Siedlung. Die Partisanen brannten 1944 sowohl die Schule und 1945 auch das Gasthaus und das Pfarrhaus nieder. Im Jahr 1944 wurde auf dem Bauernhof Tojzl ein Partisanenstützpunkt errichtet. Im Mai 1945 kam es noch zu Gefechten der deutschen Truppen mit den Partisanen. 

## Kirche
Die Pfarrkirche in der Siedlung ist dem Heiligen Kreuz geweiht und gehört zur römisch-katholischen Erzdiözese Maribor. Die erste schriftliche Erwähnung geht auf das Jahr 1473 zurück. Die Kirche wurde nach einem Brand im Jahr 1769 renoviert und 1884 erweitert. Sie verfügt über eine barocke Ausstattung. Die beiden Skulpturen am Hauptaltar sind Werke von Veit Königer (1729–1792). Die Kirchenbücher reichen bis ins Jahr 1786 zurück. Die Friedhofskapelle ist dem Evangelisten Johannes geweiht.